# Arquetipos amatorios
Actualmente varios autores en el terreno de la psicología social distinguen seis formas arquetípicas de comportamiento amoroso.  A su vez estos se subdividen en tres tipos de amor primarios y tres tipos de amor secundarios:

## Primarios
- Ludus (el amor como juego): El amante en que predomina el arquetipo Ludus evita el compromiso y aunque no pretenda daño alguno para sus parejas, puede infligírselo por la diferencia de expectativas sobre la relación. Es un amor que se vive como un juego o deporte, un amor que busca la conquista; existe la posibilidad de que tengan varias parejas en esta misma situación a la vez.

- Storge (el amor compañero): El amante en que predomina el arquetipo Storge valora el amor como una forma evolucionada de la amistad y encuentra importante que su pareja presente una afinidad de gustos, intereses y nivel de compromiso.

- Eros: El amante en que predomina el arquetipo Eros siente el amor en la forma de pasión física y emocional, un amor basado en el goce estético; estereotipo del amor romántico.

## Secundarios
- Ágape: El amante en que predomina el arquetipo valora los intereses y emociones de la persona amada por encima de sus propios intereses; el amor espiritual, el amor maternal. Al ser secundario se le considera un intermedio entre eros y storge.

- Manía: El amante en que predomina el arquetipo Manía siente el amor de forma intensa y posesiva, llegando en casos a lo obsesivo. Este arquetipo amoroso se corresponde con el concepto occidental de romanticismo y como tal es ensalzado en la literatura romántica así como en las diversas manifestaciones de cultura popular. Es el primer amor que demuestran por lo general los adolescentes.  Al ser secundario se le considera un intermedio entre eros y ludus.

- Pragma: El amante en que predomina el arquetipo Pragma tiene claras sus expectativas ante una relación y espera, de forma práctica, que éstas se vean satisfechas. Es un amor conducido por la cabeza, no por el corazón; poco demostrativo. Al ser secundario se le considera un intermedio entre storge y ludus.